# 엄기원
엄기원(嚴基元, 1937년 1월 10일~)은 대한민국의 아동 문학가이다.
호(號)는 남천(南川)이다. 강원도 강릉 출생으로 동국대학교 교육대학원에서 국어교육을 전공했다. 1963년, 한국일보 신춘문예의 동시 부문 당선으로 문단에 처음 이름을 올리게 되었다. 한국문학상, 방정환 문학상 등 여러 상을 수상한 바 있으며, 제6회 펜문학상을 수상하기도 했다. 그는 문교부 편찬심의위원과 색동회 총무를 역임하기도 했다. 1982년 한국아동문학연구소를 개설하여 지금까지 아동문학 연구 및 보급에 힘쓰고 있는 그는, 현재 한국문인협회 이사, 국제펜클럽 한국본부 이사직을 맡고 있다.

## 저서
지은 책으로 <개구쟁이 편지 쓰는날>, <대장과 졸병>, <앞장선 꼴찌>, <이상한 청진기> 등이 있고, 옮긴 책으로 <난 병이 난게 아니야>, <0.1.2 그림책> 『자장자장 들판에서』『선녀와 나무꾼/불개』『털썩 데구르르』『체조는 즐거워요』『동그란 달님』『나도 캠핑갈 수 있어!』등이 있다. 그의 저서는 총 172개에 이른다. 
- 다른 활동

그는 제 19회 MBC 창작 동요제에서 <참 잘했지>라는 동요도 선보였다. 
- 관련 인물들

함께 작업을 하기도 했던 인물들로는 아동 문학가 강소천, 시인 고은, 시인 박목월, 작곡가 김규환, 평론가 박인호 등이 있다.